# This Is Living
This Is Living ist die erste EP von Hillsong Young & Free, welche zu Hillsong Music gehört.
Die EP wurde Anfang 2015 veröffentlicht und enthält neben vier Songs von Hillsong Young And Free auch ein Feature mit dem bekannten Rapper Lecrae. Die EP erreichte den 38. Platz der Billboard 200 sowie den 1. Platz in den Charts der Top Christian Albums-Billboard Charts.

## Titelliste
| Nr.          | Titel                         | Autor(en)                              | Worshipleader            | Länge |
| ------------ | ----------------------------- | -------------------------------------- | ------------------------ | ----- |
| 1.           | This Is Living (feat. Lecrae) | Aodhan King, Joel Davies, Lecrae Moore | Aodhan King              | 3:31  |
| 2.           | Energy                        | Michael Fatkin, Melodie Wagner         | Wagner                   | 3:50  |
| 3.           | Pursue                        | Hannah Hobbs, King                     | Hobbs                    | 7:04  |
| 4.           | This Is Living (Acoustic)     | Davis, King                            | Alexander Pappas, Wagner | 4:25  |
| 5.           | Sinking Deep                  | King, Davies                           | King                     | 4:08  |
| Gesamtlänge: | Gesamtlänge:                  | Gesamtlänge:                           | Gesamtlänge:             | 22:53 |

## Chartplatzierungen
| ChartsChartplatzierungen       | Höchstplatzierung | Wochen |
| ------------------------------ | ----------------- | ------ |
| Vereinigte Staaten (Billboard) | 38 (1 Wo.)        | 1      |